# Selección de hockey sobre hielo sub-20 de Serbia y Montenegro
La selección de hockey sobre hielo sub-20 de Serbia y Montenegro fue el equipo nacional de hockey sobre hielo sub-20 en Serbia y Montenegro. El equipo representó a Serbia y Montenegro en la Federación Internacional de Hockey sobre Hielo y el Campeonato Mundial de Hockey sobre Hielo Sub-20.

## Participaciones
| Año   | Resultado      | Pos.              |
| ----- | -------------- | ----------------- |
| 1995  | División C2    | 6°                |
| 1996  | División D     | Medalla de bronce |
| 1997  | División D     | Medalla de bronce |
| 1998  | División D     | Medalla de bronce |
| 1999  | a División C   | Medalla de oro    |
| 2000  | a División III | 8°                |
| 2001  | División III   | Medalla de bronce |
| 2002  | División III   | Medalla de bronce |
| 2003  | División II    | 3°                |
| 2004  | División II    | 3°                |
| 2005  | División II    | 4°                |
| 2006  | División II    | 4°                |
| Total | 0 títulos      | 12/12             |